# 桂中行
桂中行，字履真，江西临川人，清朝政治人物。
光绪二十一年十一月二十七（1896年1月11日），由湖南岳常澧道道员升任廣西按察使。光绪二十二年六月初三（1896年7月13日），调任湖南按察使。

## 延伸阅读
[在维基数据编辑]
 《清史稿·卷451》，出自趙爾巽《清史稿》